# Оле, Эдуард
Э́дуард О́ле (эст. Eduard Ole; 20 мая 1898, Карула, Лифляндская губерния, Российская империя — 24 ноября 1995, Стокгольм, Швеция) — эстонский художник. С 1944 года жил в Швеции, в 1951 году получил шведское гражданство. Известен своими произведениями в стиле кубизма и портретами.

## Биография
Эдуард Оле родился 20 мая 1898 года в волости Карула. Он достаточно рано познакомился с современным искусством посредством репродукций в библиотеке художественной школы и посещая музеи в Москве и Санкт-Петербурге. С 1914 по 1918 год Оле учился в Высшем художественном училище при Императорской Академии художеств в Санкт-Петербурге, где на него особенно повлиял немецкий экспрессионизм. В 1918 году, после обретения независимости Эстонии, Оле вернулся на родину, где он работал театральным художником, преподавателем рисования и художественным критиком. С 1923 года он стал профессиональным художником. В этом году он совместно с Фридрихом Хистом и Феликсом Ранделом основал в Тарту художественную группу, которая устраивала выставки произведений в стиле кубизма. Хотя Оле и работал в стиле кубизма, его произведения сохраняли элементы фигуративизма. Этот период творчества закончился уже в 1926 году, и Оле занялся живописью тушью.
В 1925 году Оле отправил свои произведения в Салон Независимых в Париже. В 1927 году он совершил учебную поездку во французскую столицу. Так он написал ряд картин, вдохновлённых городскими мотивами. После этой поездки влияние кубизма на его творчество сошло на нет, и он переключился на большие фигуративные композиции. В начале 1930-х годов Оле написал серию портретов эстонских культурных деятелей. Среди них Юхан Симм, Хенрик Виснапуу, Фридеберт Туглас и Аугуст Гайлит. В 1937 году Оле совершил вторую поездку в Париж. После неё он увлёкся пейзажной живописью, и работал в этом жанре до 1940-х годов. В 1939 году он женился на филологе Хельми Метсвахт.
В 1943 году он уехал из Эстонии в Финляндию, где среди прочих написал портреты Лаури Кеттунена и Вильё Таркайнена. В следующем году он переехал оттуда в Швецию. В 1951 году он принял шведское гражданство. Его жена осталась жить в Эстонии. Вновь посетить родину Оле смог только в 1990 году.
В Швеции Оле работал иллюстратором Музея северных стран. Он объездил Лапландию и Северную Норвегию, после чего его художественный стиль стал меняться. Он сосредоточился на северных скандинавских пейзажах, в его творчестве стал преобладать постимпрессионизм с элементами северного экспрессионизма, примерно как у Эдварда Мунка. В конце 1960-х годов Оле снова обратился в своём творчестве к элементам кубизма. Этот творческий период продолжался вплоть до его смерти. Оле умер 24 ноября 1995 года в Стокгольме. 24 июля 1996 года его прах был перезахоронен на Лесном кладбище Таллина.